# Seirocastnia
Seirocastnia is een geslacht van vlinders van de familie Uilen (Noctuidae), uit de onderfamilie Agaristinae.

## Soorten
- S. albifasciata Joicey & Talbot, 1922
- S. amalthea Dalman, 1823
- S. colombiana Westwood, 1877
- S. extensa Jordan, 1908
- S. meridiana Schaus, 1896
- S. panamensis Hampson, 1901
- S. praefecta Druce, 1896
- S. tribuna Hübner, 1825
- S. volupia Druce, 1897